# Ритуал
Ритуа́л (лат. ritualis — «обрядовый» от ritus — «торжественная церемония; культовый обряд») — совокупность действий, сопровождающих религиозный акт или выработанный обычаем установленный порядок совершения чего-либо; церемониал. Ритуалы, обряды, танцы и другие действия выражали мифологическое отношение к миру. Миф и ритуал в архаической культуре составляют целостность. Мифология в совокупности с религиозно-мистическими обрядами становится существенной частью религиозных верований.
И словарное определение, и другие источники показывают, что слово «ритуал» является синонимом слова «обряд». Однако ранее отношение понятий «ритуал» и «обряд» в разных источниках могло определяться иначе, когда считалось, что:
- ритуал является частным случаем обряда[5];
- ритуал является совокупностью обрядов[1].

Как и обряд, ритуал характеризуется символичностью действий, утратой их утилитарного значения. Также ритуалу присуща строго установленная форма и демонстративность.

## Происхождение
Мифопоэтическая модель мира являлась моноцентричной, предполагала, что макрокосм и микрокосм, природное и социально-культурное, божественное и человеческое управляется единым принципом, мировым законом. Одну из важнейших характеристик мифологической модели мира составляет всесакральность, «безбытность» мира: считается, что известны только правила организации сакрализованного мира, тогда как всё профаническое, в том числе бытовая сфера, причастно хаосу, случайному. Следовательно, в архаических обществах возникает потребность поддержания упорядоченного состояния, сохранения «своего» космоса, управления им, для чего служил прежде всего ритуал. В рамках ритуала человек боролся с десакрализацией, возрастанием хаотического начала. Ритуал занимал центральное место в жизни архаических обществ. По имеющимся данным, праздники могли занимать половину и более всего времени. Ритуал выполнял психологические задачи, в его рамках достигался высший уровень сакральности и наиболее интенсивно переживалось сущее, жизненная полнота, собственная укоренённость в окружающем мире. В ритуале предполагалось участие всех членов общества. В архаической культуре мифология занимала периферийное место, она служила комментарием ритуала. Для ряда архаических культур исследователи реконструируют ритуал, вовсе лишённый обычных форм мифологического сопровождения.

## Ритуал и обряд
В части источников, включая Большую советскую энциклопедию, ритуал определяется как религиозный обряд. Согласно определению Мэри Дуглас, ритуалы «служат для выражения веры или приверженности определённым символическим системам».
Практически все источники допускают нерелигиозное трактование понятия «ритуал» и, таким образом, полное отождествление его с понятием «обряд». Тем не менее, например, Ю. В. Чернявская проводит чёткую границу между ритуалом и обрядом, определяя их как равнозначные формы преемственности культуры и дополняя их третьей формой — обычаем. При этом обряд определяется как «десакрализованный ритуал».

## Ритуалы (обряды) и мифология
Связь обряда (ритуала) и мифа давно отмечалась исследователями. Обряд представляет собой инсценировку мифа, миф выступает в качестве объяснения или обоснования обряда. Эта связь наиболее ярко проявляется в культовых мифах. Но о характере этой связи высказывались различные мнения. Представители мифологической и эволюционной школ полагали, что миф (верование) приоритетен перед ритуалом. Эту позицию разделяли Якоб Гримм, А. Н. Афанасьев, Эдуард Тайлор, Герберт Спенсер, Юлиус Липперт и др. В 1880-х годах возникла и вскоре стала преобладающей обратная точка зрения, которой придерживались Уильям Робертсон-Смит, Роберт Маретт, Арнольд ван Геннеп. Согласно Роберту Лоуи, в «примитивных мифах» «весь церемониал просто проецируется в прошлое, как ритуал, преподанный сверхъестественным существом или тайно подсмотренный основателем, когда он исполнялся сверхъестественными существами». Русский фольклорист Н. Познанский, изучавший народные заговоры, считал, что словесная часть заговора, то есть содержащая в себе мифологические отрывки, «развивается из колдовского действия». В марксистском направлении этой позиции придерживались И. И. Скворцов-Степанов и особенно обстоятельно Ю. П. Францев. Последний выделял стадии развития мифа, начиная с культового или магического обряда. С критикой односторонности ритуальной теории мифа выступили американский этнограф Джозеф Фонтенроз и советский фольклорист Е. М. Мелетинский. Ритуальная теория мифа преобладала вплоть до 1950-х годов, когда против неё с позиций структуралистской теории мифа выступил французский учёный Клод Леви-Стросс, писавший о самостоятельности мифа, как своеобразной, чисто логической структуры, которая подчиняется лишь собственным законам. Однако ритуальная теория мифа остаётся преобладающей, хотя многие исследователи отмечают, что часто имеет место обратное воздействие мифа на обряд. По мнению Мелетинского, ритуалы представляют собой практически действенную сторону единого ритуальномифологического комплекса.
Наиболее наглядна тесня связь мифа и ритуала в австралийских тотемических мифах, которые содержат своего рода пояснение и сакральное обоснование совершаемых тотемических обрядов. В обрядах разыгрываются эпизоды преданий о предках. Сходными с австралийскими, но более сложными являются тотемические мифы и обряды папуасов маринд-аним. Из числа мифологических рассказов народов Африки многие тоже связаны с культовыми обрядами, например, в мифологии догонов.
Уже в эпоху общинно-родового строя в связанной с религиозными обрядами мифологии возникла тенденция деления на два круга: эсотерический (священные мифологические сказания, доступные только «посвящённым») и экзотерический (мифы для «непосвящённых», отпугивающие их от тайных церемоний). В классовых, «государственных» религиях это деление проявилось сильнее: тайные учения о богах принадлежали жреческим кастам и избранным адептам — «мистам», посвящаемым в «мистерии».
Британский религиовед и этнолог Джеймс Фрэзер собрал из фрагментов и реконструировал («Золотая ветвь») систему древней, в своей основе аграрной, мифологии, надстроенной над разнообразной культовой обрядностью. Древняя аграрная религия включала магические акты воздействия на землю, приносящую урожай, моления к божествам — покровителям земледелия и разнообразные (в большинстве своём утраченные) мифологические повествования об этих божествах. Наиболее наглядно в исследованиях Фрэзера показано тесное сращивание мифа и обряда на примере культа Осириса в Египте.
Древнегреческая мифология, несмотря на своё богатство, предоставляет лишь небольшое число примеров связи с обрядовой жизнью. Очевидная связь проявляется в основном в мифах о божествах и полубожествах, выступающих покровителями тайных культов: Деметре и её дочери Коре (Персефоне) — покровительницах земледелия и Элевсинских мистерий, Дионисе, который возглавлял посвящённые ему полутайные культы, а также всенародные праздники, великие и малые дионисии; об Орфее, мифическом поэте, певце, основателе и покровителе секты орфиков; о кабирах, тайный культ которых действовал на Самофракии; о куретах, тельхинах, дактилях. Связь мифа с обрядом прослеживается в рассказах о подвигах героев — Геракла, Тесея и др., где упомянуты учреждённые героем в память о его подвиге игры — Олимпийские, Истмийские, Немейские и др. Первоначально они были обрядовыми действами.
Следы взаимодействия обрядности и мифологии заметны в Ветхом Завете. По мнению ряда библеистов, особенно Юлиуса Велльгаузена, многие повествовательные сюжеты Библии первоначально представляли собой обоснование каких-либо древних обрядовых действий. Так, рассказ о жертвоприношении Авраамом своего сына Исаака, которое в последний момент было отменено Богом (Быт. 22:1—18), не может рассматриваться как реминисценция действительно существовавшего института человеческих жертвоприношений, а является мифологическим обоснованием ритуала посвящения божеству «первородных» сыновей, что было в свою очередь символической трансформации ещё более древнего ритуала инициации мальчиков. Связь обряд — миф отразилась также в обычае обрезания мальчиков. В книге Бытия введение этого древнего обычая, происхождение которого было забыто, объяснено прямым повелением Бога Аврааму (Быт. 17:10, 11 и др.) и представлено как знак заключения народом завета (договора) с Яхве. Этот обычай стал своего рода этноразличительным признаком. Мифологическое обоснование получил в Библии также древний скотоводческий обычай вкушения весной мяса ягнёнка. Его установление связано с рассказом об освобождении евреев от египетского рабства (Исх. 12:3—28). Рассказ о законодательстве Моисея, его встречах с Богом на горе Синай (Исх. 3 и др.) представляет собой мифологическое истолкование и кодификацию древних и более поздних обрядовых предписаний и запретов, которым следовали еврейские племена частью ещё в кочевой период, частью в ханаанскую эпоху.
В Евангелиях имеется ряд сюжетов, которые рассматриваются как мифологизация ритуалов. Так, рассказ о Крещении Господнем может содержать историческую основу, но представляет собой новое мифологическое обоснование традиционной практики водяного обрядового очищения. Известно большое число примеров обратной зависимости: народных и церковных обрядов, которые были построены на мотивах евангельских повествований. Такие инсценировки содержат в себе календарные обряды и праздники народов Европы. Наряду с обычаями и обрядами местного и нередко дохристианского происхождения, имеется много таких, которые изображают в лицах эпизоды евангельской истории: прежде всего это средневековые мистерии — инсценировки Рождества Христова, драматизация пасхального цикла — страстей Христовых, начиная с использования «пальм» или заменяющих их ветвей ивы или иных деревьев, относящихся к ритуалу Входа Господня в Иерусалим, и вплоть до торжественного празднования Воскресения Христова, с возжиганием огней, облачения в торжественные светлые ризы, взаимных поздравлений — «Христос воскресе», колокольного звона и др. В большинстве случаев эти религиозные инсценировки теряли характер строгого обряда и становились народным развлечением, а отчасти входили в официальную церковную литургику.

## В биологии
Помимо антропологического значения понятие «ритуал» имеет общее биологическое — стереотипная форма поведения животных при различных стандартных коммуникациях. Биологическое значение ритуала таково, что, например, несовпадение брачных ритуалов может приводить к образованию новых видов.